# 普門楊心流
普門楊心流（ふもんようしんりゅう）とは、高木流柔術から派生した柔術の流派である。

## 歴史
高木流柔術の実戦名人であった皆木三郎が昭和十年代に高木流柔術をもとに開いた。
皆木三郎は16歳から角野八平太に就いて高木流柔術と九鬼神流棒術を学び28歳で免許皆伝を受けた。
全国武者修行を行った後、1933年（昭和8年）に東京牛込に高木流道場を開いた。
1939年（昭和14年）に師の角野八平太が亡くなったため、兵庫県神戸市に戻り門人の育成に努めた。
その後、摩耶山の普門の滝で修行して技法の整理編纂を行い柔術・小太刀・棒術・居合の計80本を組んだ。流名は、創始の際に修行した兵庫県の摩耶山中の普門の滝と高木流奥儀の楊の心から普門楊心流とした。
普門楊心流を編み出した後、皆木三郎はさらに内容の改定を行い現在は本體楊心流と称している。

## 内容
柔術・棒術・半棒術・小太刀術・居合の計80本からなる。
柔術
逆之形表　10本
投之形表　10本
逆之形裏　10本
投之形裏　10本
早業　　　10本
太刀捕　　5本
小太刀入身　5本
棒　　10本
半棒　5本
居合　5本